# Guerrilla Games
Guerrilla Games, inizialmente conosciuta come Lost Boys Games, è un'azienda olandese dedita allo sviluppo di videogiochi con sede nella città di Amsterdam, fondata nel 2000 da Arjan Brussee, Arnout van der Kamp, Martin de Ronde e Michiel Mol; dal 2005 è parte del gruppo Sony Interactive.
L'azienda è principalmente conosciuta per aver realizzato le serie di Killzone e Horizon.

## Storia
Prima dell'acquisizione di Guerrilla da parte di Sony Computer Entertainment, lo sviluppatore è stato una filiale del grande conglomerato olandese multimediale Lost Boys, operante anche nel mondo dei videogiochi sotto il nome di Lost Boys Games, una fusione fra 3 diversi sviluppatori olandesi, tra cui Orange Games, fondato da Arjan Brusseee da Digital Infinity, fondata da Arnout van der Kamp. Nel corso dei successivi 3 anni e mezzo, Lost Boys Games avrebbe pubblicato quattro titoli, due per il Game Boy Color e due per Game Boy Advance.
A metà del 2003, a causa di una serie di fusioni e della ristrutturazione della società, la sussidiaria lavorante in ambito di videogiochi è stata ceduta Media Rupublic, una nuova impresa creata dal fondatore di Lost Boys Michiel Mol,che nel luglio dello stesso anno è stata rinominata Guerrilla Games. Poco tempo dopo, lo sviluppatore ha iniziato a lavorare sui suoi primi 2 titoli, Killzone, sviluppato per Sony Computer Entertainment per la PlayStation 2, e Shellshock: Nam'67, sviluppato per Eidos Interactive, per PlayStation 2, Xbox e PC.
Entrambi i titoli furono pubblicati l'anno successivo e furono accolti tiepidamente, tuttavia Killzone godette di un immenso hipe prima della sua pubblicazione, e nonostante l'effetto controproducente delle recensioni negative del titolo, è andato a vendere oltre un milione copie in tutto il mondo. In parte grazie a questo successo, Guerrilla fece un accordo esclusivo con lo sviluppo per Sony Computer Entertainment alla fine del 2004, che vedrebbe al futuro sviluppo di giochi esclusivamente per piattaforme Playstation.
Nel maggio del 2005, lo sviluppatore ha goduto di un altro massiccio afflusso di attenzione e di interesse, sia positivo che controverso, dopo l'uscita di un trailer in computer grafica del suo prossimo sequel di Killzone, Killzone 2 per PlayStation 3, con l'inaugurazione della nuova console alla conferenza stampa di Sony durante l'E3 dell'anno in corso. L'isteria e lo scetticismo che circonda il gioco e la sua prima inaugurazione persistono ancora oggi, nonostante il gioco ha tutte le carte in regola per diventare un vero capolavoro. Guerrilla è divenuta di primo piano all'interno di Sony Computer Entertainment, nonostante la società abbia breve storia e un piccolo catalogo di titoli sviluppati.
Nel dicembre dello stesso anno, Sony Computer Entertainment ha annunciato l'acquisizione di Guerrilla Games, rendendo lo sviluppatore una società interamente first party. Guerrilla lanciò Killzone: Liberation per PlayStation Portable nel mese di ottobre 2006, con Killzone 2 uscito nel febbraio 2009 solo per PlayStation 3.
Il 10 gennaio 2012, Sony unisce il team SCE Cambridge Studio con i Guerrilla Games formando lo studio Guerrilla Cambridge e danno vita al loro primo gioco: Killzone: Mercenary per PlayStation Vita disponibile nel 2013.
Guerrilla Games ha sviluppato un proprio motore grafico nel 2013, Decima.
Nel 2015 la Guerrilla Games annuncia la lavorazione del loro primo videogioco in stile open world e Action RPG chiamato Horizon Zero Dawn. Doveva uscire nel 2016 ma non essendo ancora pronto per il lancio l'uscita del gioco viene rinviata all'anno successivo. Il gioco è uscito ufficialmente il 28 febbraio 2017 nel Nord America, il 2 marzo 2017 in Giappone e il 1 marzo 2017 nel resto del mondo. Il gioco ha ottenuto l'applauso della critica ed è stato accolto molto positivamente dai giocatori. Guerrilla ha avuto gli elogi da parte di CD Projekt RED, la casa produttrice della saga di "The Witcher", e da Bethesda Softworks, la casa produttrice della saga di "The Elder Scrolls" e "Fallout". Il 7 novembre 2017 Guerrilla pubblica il primo e unico DLC di Horizon Zero Dawn, chiamato The Frozen Wilds. L'11 giugno 2020 durante la conferenza Sony viene annunciato il seguito di Horizon Zero Dawn, ovvero Horizon Forbidden West in uscita su PlayStation 5.

## Videogiochi
| Anno | Titolo                        | Piattaforma                           | Note  |
| ---- | ----------------------------- | ------------------------------------- | ----- |
| 2004 | Shellshock: Nam '67           | PlayStation 2, Xbox, Windows          |       |
| 2004 | Killzone                      | PlayStation 2                         |       |
| 2006 | Killzone: Liberation          | PlayStation Portable                  |       |
| 2009 | Killzone 2                    | PlayStation 3                         |       |
| 2011 | Killzone 3                    | PlayStation 3                         |       |
| 2013 | Killzone: Shadow Fall         | PlayStation 4                         |       |
| 2017 | Horizon: Zero Dawn            | PlayStation 4, Windows                |       |
| 2022 | Horizon: Forbidden West       | PlayStation 4, PlayStation 5, Windows |       |
| 2023 | Horizon: Call of the Mountain | PlayStation VR 2                      | [ 4 ] |